# Wheat Ridge
Wheat Ridge város az USA Colorado államában, Jefferson megyében. Lakosainak száma 32 398 fő (2020. április 1.).

## Népesség
A település népességének változása:

| 2010 | 30 166 |
| 2020 | 32 398 |